# Eulophia
Eulophia är ett släkte av orkidéer. Eulophia ingår i familjen orkidéer.

## Bildgalleri

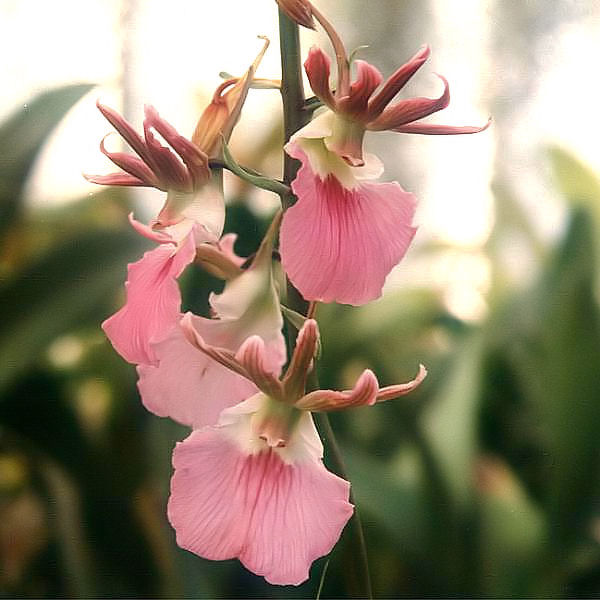
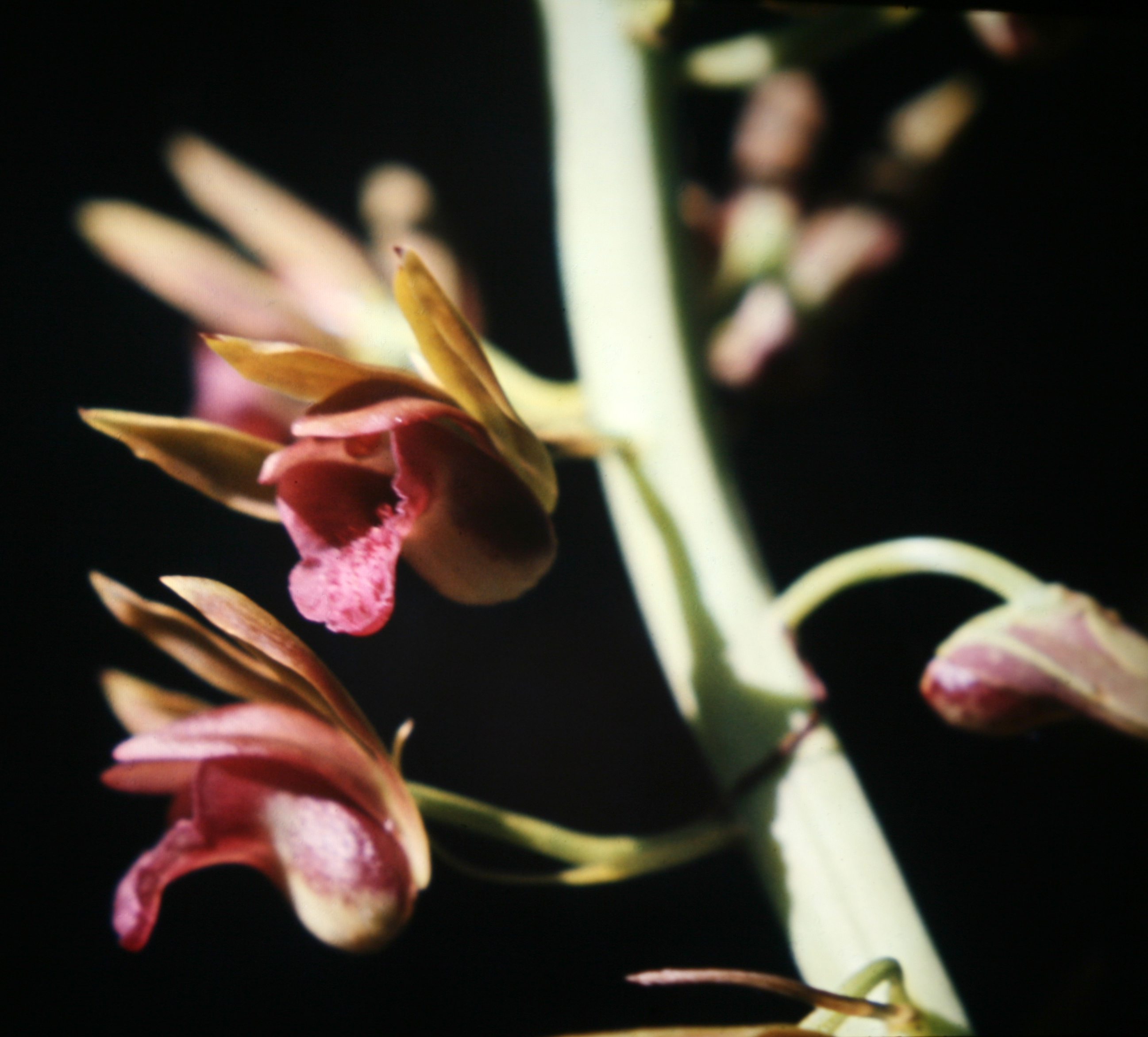
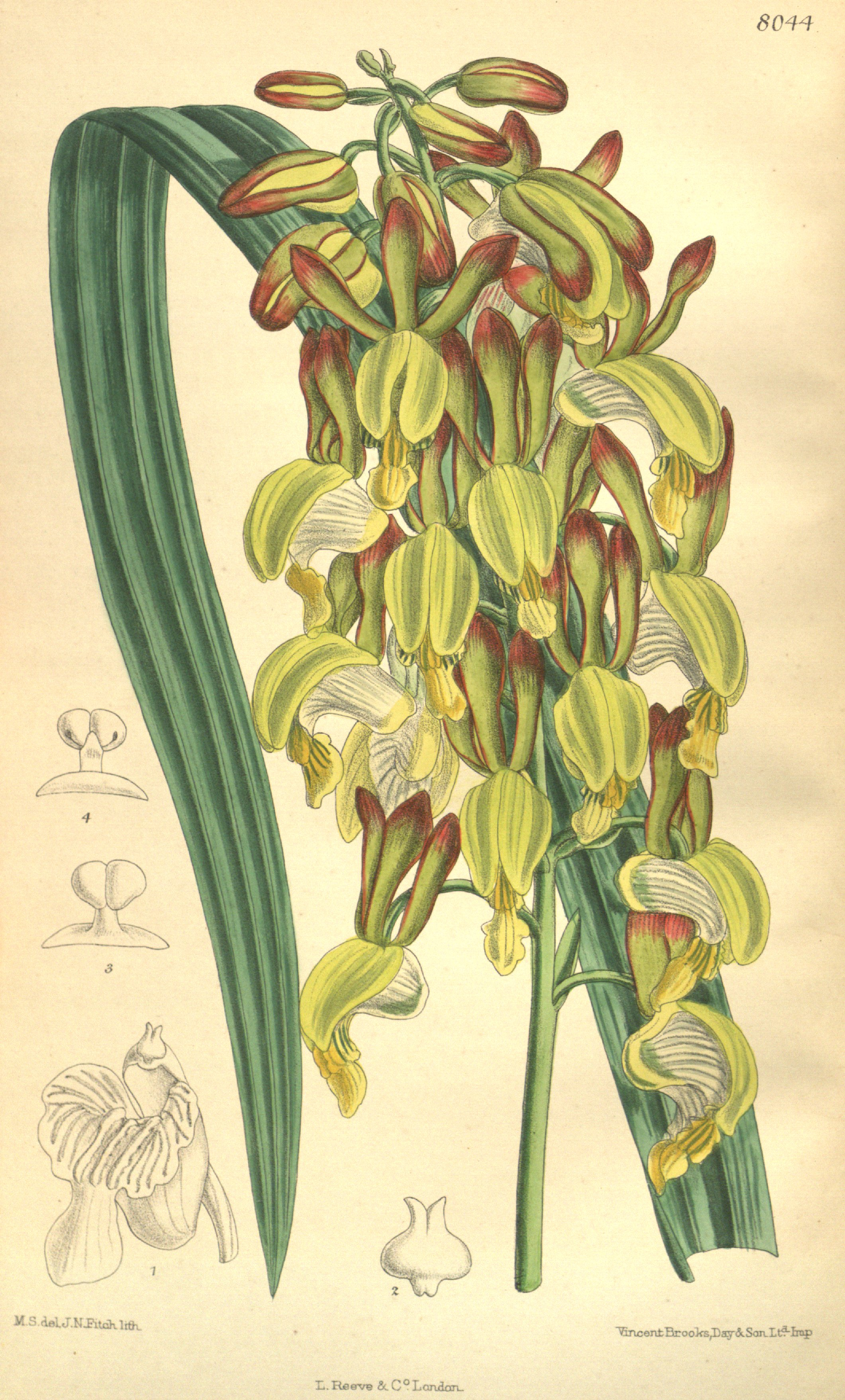
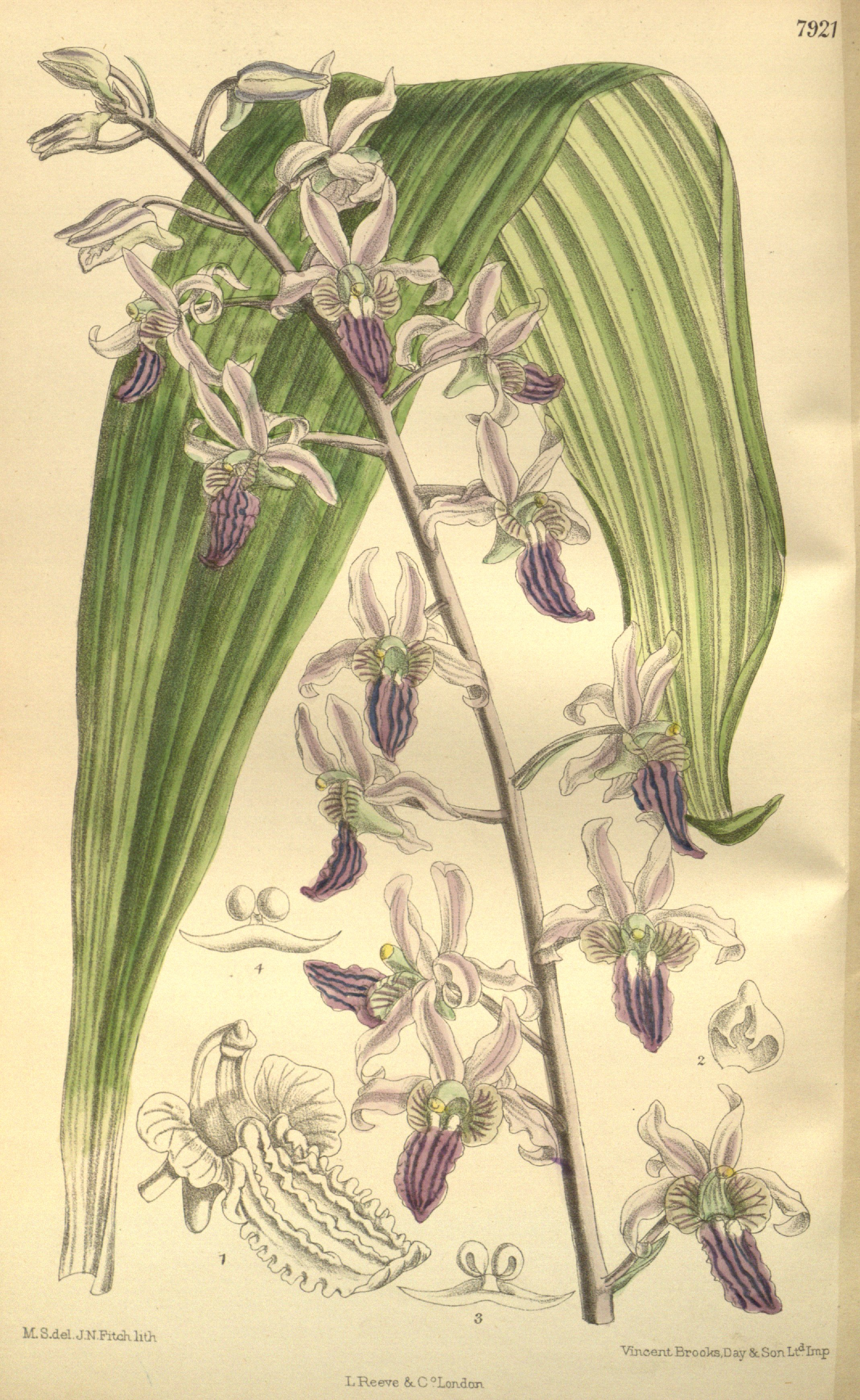
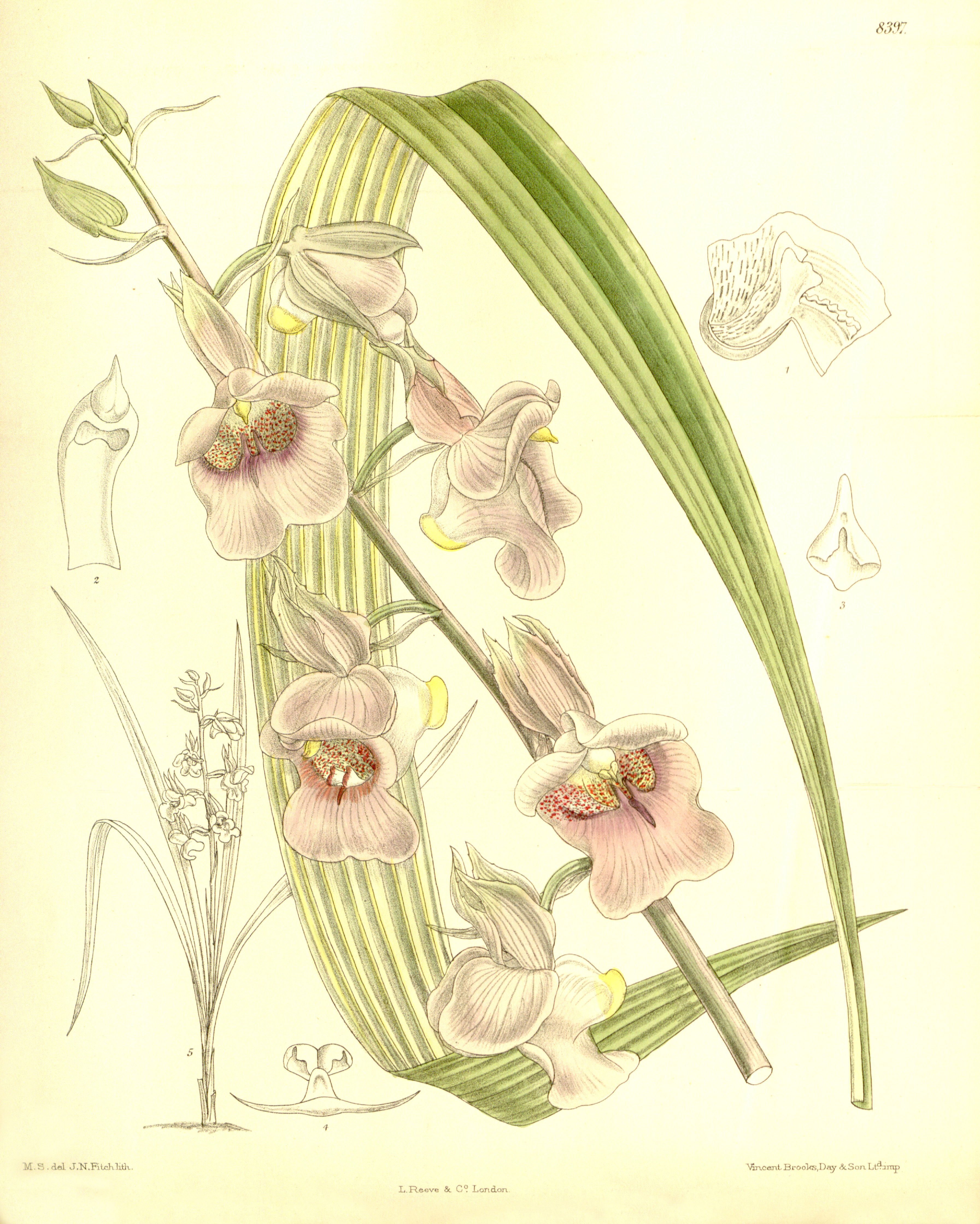
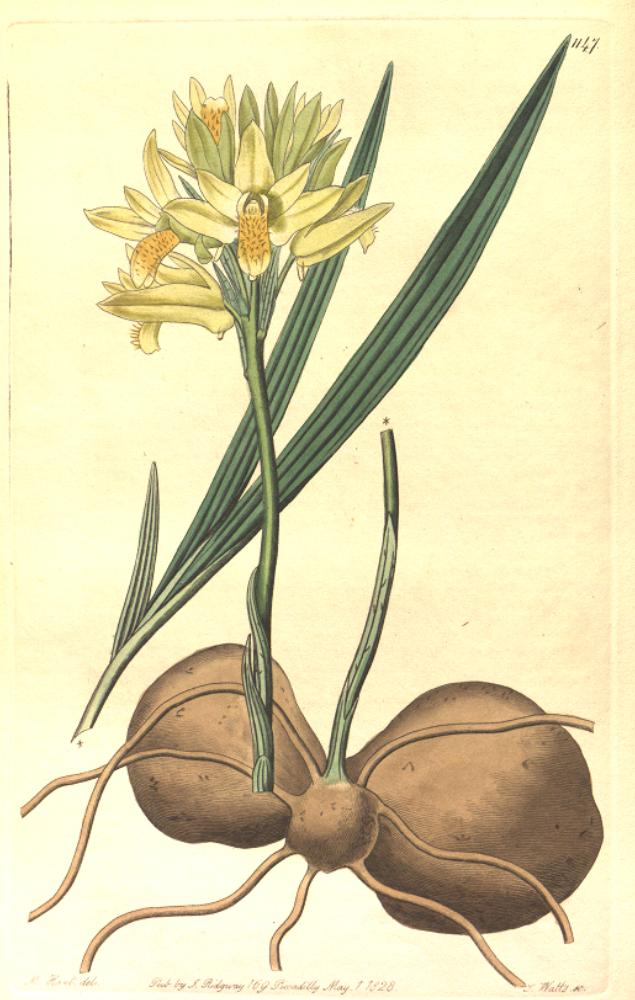

## Dottertaxa tillEulophia, i alfabetisk ordning[1]
- Eulophia abyssinica
- Eulophia aculeata
- Eulophia acutilabra
- Eulophia adenoglossa
- Eulophia albobrunnea
- Eulophia aloifolia
- Eulophia alta
- Eulophia amblyosepala
- Eulophia andamanensis
- Eulophia angolensis
- Eulophia angornensis
- Eulophia angustilabris
- Eulophia antunesii
- Eulophia arenicola
- Eulophia aurantiaca
- Eulophia barteri
- Eulophia beravensis
- Eulophia bicallosa
- Eulophia biloba
- Eulophia bisaccata
- Eulophia borbonica
- Eulophia borneensis
- Eulophia bouliawongo
- Eulophia bracteosa
- Eulophia brenanii
- Eulophia brevipetala
- Eulophia buettneri
- Eulophia burundiensis
- Eulophia calantha
- Eulophia calanthoides
- Eulophia callichroma
- Eulophia campanulata
- Eulophia campbellii
- Eulophia caricifolia
- Eulophia carsonii
- Eulophia chaunanthe
- Eulophia chilangensis
- Eulophia chlorantha
- Eulophia chrysoglossoides
- Eulophia clandestina
- Eulophia clitellifera
- Eulophia coddii
- Eulophia coeloglossa
- Eulophia cooperi
- Eulophia corymbosa
- Eulophia cristata
- Eulophia cucullata
- Eulophia dabia
- Eulophia dactylifera
- Eulophia dahliana
- Eulophia densiflora
- Eulophia dentata
- Eulophia distans
- Eulophia divergens
- Eulophia dufossei
- Eulophia ecristata
- Eulophia elegans
- Eulophia emilianae
- Eulophia ensata
- Eulophia ephippium
- Eulophia epidendraea
- Eulophia epiphanoides
- Eulophia euantha
- Eulophia euglossa
- Eulophia eustachya
- Eulophia exaltata
- Eulophia explanata
- Eulophia eylesii
- Eulophia falcatiloba
- Eulophia fernandeziana
- Eulophia filifolia
- Eulophia flava
- Eulophia flavopurpurea
- Eulophia foliosa
- Eulophia fridericii
- Eulophia galeoloides
- Eulophia gastrodioides
- Eulophia gonychila
- Eulophia gracilis
- Eulophia graminea
- Eulophia grandidieri
- Eulophia guineensis
- Eulophia herbacea
- Eulophia hereroensis
- Eulophia hians
- Eulophia hirschbergii
- Eulophia hologlossa
- Eulophia holubii
- Eulophia horsfallii
- Eulophia ibityensis
- Eulophia javanica
- Eulophia juncifolia
- Eulophia kamarupa
- Eulophia katangensis
- Eulophia kyimbilae
- Eulophia latilabris
- Eulophia laurentii
- Eulophia leachii
- Eulophia lejolyana
- Eulophia lenbrassii
- Eulophia leonensis
- Eulophia leontoglossa
- Eulophia litoralis
- Eulophia livingstoneana
- Eulophia longisepala
- Eulophia macaulayi
- Eulophia mackinnonii
- Eulophia macowanii
- Eulophia macra
- Eulophia macrantha
- Eulophia macrobulbon
- Eulophia malangana
- Eulophia mangenotiana
- Eulophia mannii
- Eulophia massokoensis
- Eulophia mechowii
- Eulophia meleagris
- Eulophia milnei
- Eulophia monantha
- Eulophia monile
- Eulophia monotropis
- Eulophia monticola
- Eulophia montis-elgonis
- Eulophia moratii
- Eulophia mumbwaensis
- Eulophia nervosa
- Eulophia nicobarica
- Eulophia nuttii
- Eulophia nyasae
- Eulophia obscura
- Eulophia obstipa
- Eulophia obtusa
- Eulophia ochreata
- Eulophia odontoglossa
- Eulophia orthoplectra
- Eulophia ovalis
- Eulophia parilamellata
- Eulophia parviflora
- Eulophia parvilabris
- Eulophia parvula
- Eulophia pauciflora
- Eulophia penduliflora
- Eulophia perrieri
- Eulophia petersii
- Eulophia pholelana
- Eulophia pileata
- Eulophia plantaginea
- Eulophia platypetala
- Eulophia pratensis
- Eulophia promensis
- Eulophia protearum
- Eulophia pulchra
- Eulophia pyrophila
- Eulophia ramifera
- Eulophia ramosa
- Eulophia rara
- Eulophia reticulata
- Eulophia rhodesiaca
- Eulophia richardsiae
- Eulophia rolfeana
- Eulophia rugulosa
- Eulophia rutenbergiana
- Eulophia ruwenzoriensis
- Eulophia sabulosa
- Eulophia saxicola
- Eulophia schaijesii
- Eulophia schweinfurthii
- Eulophia seleensis
- Eulophia siamensis
- Eulophia sooi
- Eulophia sordida
- Eulophia speciosa
- Eulophia spectabilis
- Eulophia stachyodes
- Eulophia stenopetala
- Eulophia stenoplectra
- Eulophia streptopetala
- Eulophia stricta
- Eulophia subsaprophytica
- Eulophia subulata
- Eulophia suzannae
- Eulophia sylviae
- Eulophia tabularis
- Eulophia taitensis
- Eulophia tanganyikensis
- Eulophia tenella
- Eulophia thomsonii
- Eulophia toyoshimae
- Eulophia tricristata
- Eulophia trilamellata
- Eulophia tuberculata
- Eulophia ukingensis
- Eulophia walleri
- Eulophia welwitschii
- Eulophia wendlandiana
- Eulophia venosa
- Eulophia venulosa
- Eulophia zeyheriana
- Eulophia zollingeri